# قرار مجلس الأمن التابع للأمم المتحدة رقم 465
قرار مجلس الأمن التابع للأمم المتحدة رقم 465، الذي اعتمد بالإجماع في 1 مارس 1980، بشأن مسألة المستوطنات والإدارة الإسرائيلية في «الأراضي العربية المحتلة منذ عام 1967، بما فيها القدس». وهذا يشير إلى الأراضي الفلسطينية في الضفة الغربية بما فيها القدس الشرقية، قطاع غزة و‌مرتفعات الجولان.
وبعد أن أحاط المجلس علمًا بتقرير لجنة مجلس الأمن المنشأة بموجب القرار 446 (1979)، قبل وأشاد بعملها في حين انتقد إسرائيل لعدم تعاونها معها. أعرب عن قلقه إزاء سياسة الاستيطان الإسرائيلية في الأراضي العربية، وأشار إلى القرارات 237 (1967) 252 (1968)، 267 (1969)، 271 (1969) و298 (1971). كذلك دعا دولة وشعب إسرائيل إلى تفكيك هذه المستوطنات.
واستمر القرار بإدانة إسرائيل لحظر سفر رئيس بلدية الخليل، فهد القواسمة، إلى مجلس الأمن، وطلب منها السماح له بالسفر إلى مقر الأمم المتحدة. ثم ينتهي بمطالبة اللجنة بمواصلة التحقيق في الحالة في الأراضي المحتلة فيما يتعلق بالموارد الطبيعيه المستنفدة، في الوقت الذي ترصد فيه تنفيذ القرار الحالي، ويطلب إليها أن تقدم تقريرًا إلى المجلس بحلول 1 سبتمبر 1980.
ويدعو القرار جميع الدول إلى ‘عدم تزويد إسرائيل بأي مساعدة لاستخدامها على وجه التحديد فيما يتعلق بالمستوطنات في الأراضي المحتلة’.